# Karin Pfaller-Frank
Karin Pfaller-Frank (* 1958 in Leoben, Österreich) ist eine österreichische Logopädin und Präsidentin von logopädieaustria, dem österreichischen Berufsverband der Logopäden.

## Leben und Wirken
Pfaller-Frank absolvierte eine  Ausbildung zur Kindergarten- und Hortpädagogin an der Bundesbildungsanstalt für Kindergarten und Hortpädagogik der Kreuzschwestern in Bruck/Mur und studierte anschließend Logopädie in Linz sowie ein Masterstudium an der Donau-Universität Krems und ein Doktorat in Gesundheitswissenschaften an der Sankt-Elisabeth-Universität Bratislava.
Seit 1978 ist sie Logopädin und erfüllte zahlreiche Lehraufträge an Akademien der medizinisch-technischen Dienste, die in Österreich im Jahr 2005 in Fachhochschulen umgewandelt wurden. Außerdem unterrichtete sie die Spezialfächer der myofunktionellen Therapie sowie der logopädischen Berufskunde unter anderem an der Fachhochschule Kärnten in Klagenfurt, der Fachhochschule Joanneum Graz, der Fachhochschule Innsbruck und der Fachhochschule Wiener Neustadt. Sie ist Gründerin und Projektleiterin des Universitätslehrganges Logopädie an der Donau-Universität Krems sowie permanente Universitätslektorin. Zudem hält sie Vorträge unter anderem bei Kongressen.
Seit 1986 nahm sie Vertretungsaufgaben des Berufsverbandes wahr (früher Bundesverband der Logopädie). Zunächst als Repräsentantin im Bundesland Steiermark, ab 2006 als Vizepräsidentin des österreichischen Berufsverbandes. Seit 2014 ist sie Präsidentin des Berufsverbandes logopädieaustria. In diesem Rahmen vertritt sie den Berufsstand in Österreich und international. Sie ist Mitglied der Expertengruppe Neurologie der Gesundheit-Österreich GmbH.
Pfaller-Frank betreibt zudem eine logopädische Praxis in Graz. Sie ist verheiratet und hat zwei Kinder.

## Wissenschaftliche Schwerpunkte
Ihre wissenschaftlichen und klinischen Schwerpunkte liegen in den Bereichen myofunktionelle Störungen, logopädische Interventionen bei seltenen Erkrankungen, funktionsorientierte Diagnostik, Fazialisparese, Lippen-, Kiefer-, Gaumenspalte, Sprachstörungen, Sprechstörungen.
Die wesentlichsten Publikationen befassten sich mit der Untersuchung der Zusammenhänge zwischen Strukturen und Funktionen im Bereich Logopädie/Zahnmedizin/Kieferorthopädie. Als Schülerin von Rodolfo Castillo Morales, Beatriz Padovan, Nelson Annunciato und Juan Brondo wurde für sie der Zusammenhang zwischen der Struktur, der Funktion und der Wechselwirkungen ein wichtiger Ansatz der praktischen Intervention bei logopädischen Störungsbildern. Zentraler Ansatzpunkt einer Störungsbehandlung ist die neurologische Grundlage.
Darüber hinaus hat sie maßgebliche Beiträge zur formalrechtlichen Anerkennung der Logopädie als wissenschaftliche Disziplin im Bereich der Systematik der Wissenschaften (ÖFOS 2012) erbracht, die auf die österreichischen Gegebenheiten abgestimmte Version der revidierten internationalen Klassifikation Fields of Science and Technology (FOS), die als Fields of Research and Development (FORD) im Frascati Manual 2015 veröffentlicht wurde und deren Anwendung im internationalen Vergleich und insbesondere innerhalb des europäischen statistischen Systems verbindlich ist. Sie hat unter anderem erstmals einen Ansatz zur sozioökonomischen Bewertung der Störungsbilder im Indikationenkatalog der Logopädie erbracht, insbesondere die Ermittlung eines nationalen ökonomischen Potenzials der Logopädie im Sinne der Kosten-Nutzen-Analyse, der volkswirtschaftlichen Gesamtrechnung der Wirkung und der langfristigen Sozialeffekte logopädischer Therapien.

## Publikationen (Auswahl)
- mit Wilhelm Frank, Brigitte Konta: Mundgesundheit nach kiefer-orthopädischer Behandlung mit festsitzenden Apparaten.  HTA-Bericht 66 des deutschen Bundesgesundheitsministeriums – Abteilung DIMDI
- Karin Pfaller: Positionierung der Logopädie in der Systematik der Wissenschaft und der Berufe im Gesundheitswesen. Master-Thesis. Donau-Universität Krems
- Behandlungshierarchien bei orofazialen Dysfunktionen. Informationen aus Orthodontie & Kieferorthopädie 2019; 51(03): 201–206. doi:10.1055/a-0961-6122. Georg Thieme Verlag, Stuttgart New York.
- Karin Pfaller: Das soziale und ökonomische Potenzial der Logopädie in Österreich. Dissertation im Bereich Gesundheitswissenschaften. Sankt Elisabeth-Universität, Bratislava